# Kostya Tszyu
Kostya Tszyu est un boxeur russe, naturalisé australien (en mai 1995), né le 19 septembre 1969 à Serov.

## Carrière
Lors des Jeux olympiques de 1988, il est battu en 16e de finale par le futur vainqueur de l'épreuve, l'allemand de l'est Andreas Zülow. Il a toujours estimé que cette défaite était litigieuse.
En 1991, à Sydney, il devient champion du Monde amateur des super-légers en battant l'américain Vernon Forrest aux points.
Lors de son premier combat professionnel en mars 1992, il bat l'américain Hines dès le premier round.
Il devient champion du monde des super-légers IBF le 28 janvier 1995 en battant Jake Rodriguez par arrêt de l'arbitre à la 6e reprise.
Il conserve cinq fois cette ceinture avant de s'incliner à la surprise générale face à l'américain Vince Phillips le 31 mai 1997. Tszyu redevient champion du monde le 21 août 1999 en remportant le titre vacant WBC des super-légers aux dépens de Miguel Angel Gonzalez puis réunifie les ceintures WBC, WBA et IBF après ses victoires face à Sharmba Mitchell et Zab Judah en 2001. Il ne sera battu que le 4 juin 2005, à 36 ans, par Ricky Hatton, combat à l'issue duquel il mettra un terme à sa carrière.

## Distinction
- Kostya Tszyu est membre de l'International Boxing Hall of Fame depuis 2011.